# Steung Trang
Steung Trang är ett distrikt i Kambodja.   Det ligger i provinsen Kampong Cham, i den centrala delen av landet, 110 km nordost om huvudstaden Phnom Penh.